# ناتان ای. فارول
ناتان ای. فارول (به انگلیسی: Nathan A. Farwell) سناتور سابق عضو حزب جمهوری‌خواه ایالات متحده آمریکا بود. وی در سال ۱۸۶۴ تا ۱۸۶۵ میلادی سناتور ایالت مین در سنای ایالات متحده آمریکا بود.